# Cleora cinereomarginata
Cleora cinereomarginata är en fjärilsart som beskrevs av Fletcher 1953. Cleora cinereomarginata ingår i släktet Cleora och familjen mätare. Inga underarter finns listade i Catalogue of Life.